# Première Brigade tchécoslovaque de partisans « Général Milan Rastislav Štefánik »
La Première Brigade tchécoslovaque de partisans « Général Milan Rastislav Štefánik », (en slovaque : 1. československá partizánska brigáda M. R. Štefánika) du nom du général de l’Armée française d’origine slovaque Milan Rastislav Štefánik, est une unité de partisans créée en août 1944 par le lieutenant-colonel soviétique Piotr Alexeïevitch Velitchko (Пётр Алексеевич Величко) en Slovaquie centrale. Elle combattit le régime slovaque clérico-fasciste de Jozef Tiso et les forces d’occupation nazies de 1944 à 1945 et s’illustra particulièrement lors du soulèvement national slovaque.

## Création de la Brigade
Dans la nuit du 26 au 27 juillet 1944, le lieutenant-colonel de l'Armée rouge Piotr Alexejevič Veličko (sk) ainsi que 11 partisans (9 Soviétiques et 2 Slovaques) sont parachutés par les forces armées soviétiques près de Liptovská Osada, dans la région de Ružomberok en Slovaquie centrale dans la République slovaque alors un État satellite de l'Allemagne, dans le but d’organiser des groupes de partisans. Ils forment le premier groupe de partisans parachuté par l’URSS en territoire slovaque.
Le 12 août, le groupe de partisans de Velitchko arrive dans la vallée de Kantor (Kantorská dolina), à l’est du village de Sklabiňa dans la région de Martin. Le lendemain, Velitchko rencontre le lieutenant-général de l'Armée slovaque Ján Golian (sk) à Martin en vue de la préparation du SNP. Golian lui promet des armes et le soutien de l’Armée slovaque. Ils conviennent ensemble que l'insurrection doit être une action commune de l’Armée slovaque et des partisans. 
Le 15 août, le groupe de Velitchko est rejoint par le premier détachement de combattants français. Vers le 16-17 août, Velitchko reçoit l’accord de l’état-major des partisans basé à Kiev pour déclencher les opérations contre l'ennemi. Le 18 août, le groupe de Velitchko occupe une scierie dans la région de Turiec, où ils liquident le directeur allemand. 
Le 18 août, le groupe compte déjà 360 membres et se donne pour nom Brigade de partisans M.R. Štefánik (en slovaque : Partizánska brigáda M. R. Štefánika). Le 21 août, la Brigade occupe Sklabiňa  et y établit son camp de partisans. Le 25 août, la Brigade Štefánik est rejointe par une unité de partisans slovaques créée par Viliam Žingor (sk) au début du printemps 1944. Face à ce nouvel afflux de combattants, est finalement décidée la formation de deux brigades : la 1re Brigade tchécoslovaque de partisans Général Štefánik sous le commandement de Piotr Velitchko et la 2e Brigade tchécoslovaque de partisans Général Štefánik sous le commandement de Viliam Žingor.

## Composition de la Brigade

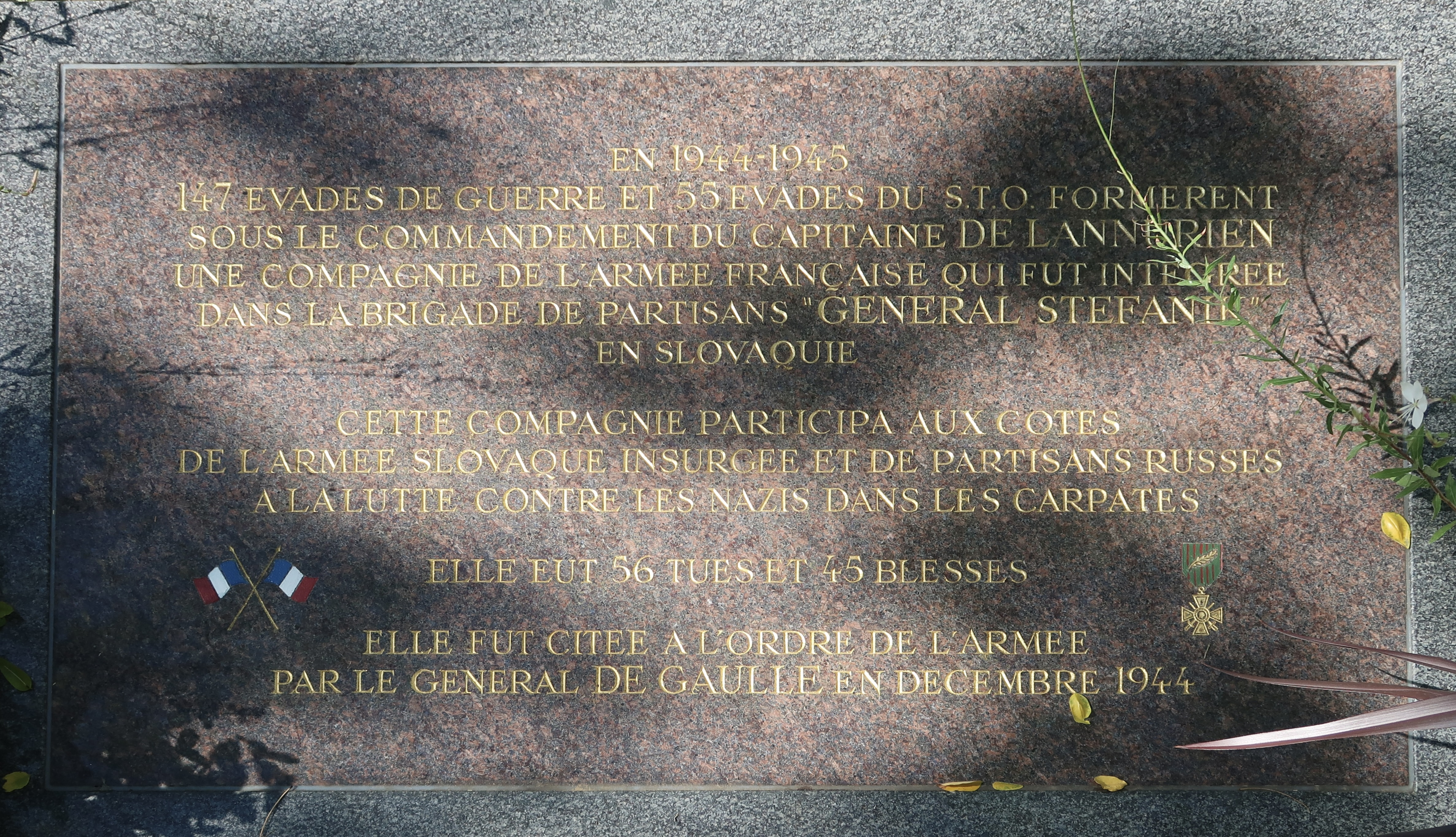
Plaque à la mémoire du bataillon français de la Brigade au centre de la place du Général-Stefanik à Paris.

La Brigade, placée sous le commandement de Piotr Velitchko, est composée de trois bataillons divisés en sections : 
1. Un bataillon soviétique, le « bataillon Souvorov », composé de soldats soviétiques échappés des camps de prisonniers allemands et d’éléments soviétiques parachutés.
2. Un bataillon français[10], « Groupe des Combattants français en Tchécoslovaquie », par la suite « Bataillon Foch »[11],[12], sous le commandement du lieutenant Georges Barazer de Lannurien, de 2 à 8 sections, dont une section slovaque, les sections françaises composant la « compagnie Leclerc ». La plupart de ses membres sont des prisonniers de guerre français ayant réussi à s’évader des camps allemands et s’étant infiltrés en Slovaquie à partir de la Hongrie. Ensuite, des jeunes travailleurs du Service du travail obligatoire (STO) travaillant dans les usines Škoda à Dubnica les rejoignent à la mi-septembre 1944, ainsi que des Slovaques ayant travaillé en France mais contraints au retour en Slovaquie par le gouvernement de Vichy. Au 30 septembre 1944, ils sont 273 Français, Belges, Slovaques et Yougoslaves (287 en octobre 1944).
3. Un bataillon slovaque constitué principalement de déserteurs de l’armée régulière slovaque et de membres du Parti communiste slovaque (KSS)[13].

La Brigade Štefánik compte à son apogée plus de 2 500 hommes et femmes.

## Champ d’action de la Brigade
La Brigade opère principalement dans la région de Martin-Liptovský Mikuláš-Brezno-Banská Bystrica. Après l'écrasement du soulèvement par les nazis et leurs alliés en octobre 1944, elle trouve refuge dans le massif montagneux du Ďumbier et des Hautes Tatras pour y poursuivre ses actions de guérilla.

## Actions de la brigade
La Brigade bénéficie dès sa création et tout au long de son existence de l’aide militaire soviétique parachutée. 
La Brigade entre en action avant le déclenchement du soulèvement. À sa création, ses opérations militaires relèvent d’actions de guérilla : occupation de villages, obstruction de tunnels, déraillement de trains, etc. Par la suite, avec l’invasion allemande, puis l’éclatement du soulèvement (29 août 1944), la Brigade combat aux côtés des forces armées régulières slovaques insurgées et participe à de nombreux combats, ce qui lui permet notamment d’être ravitaillée (en uniformes, armement, munitions, nourriture, argent) au même titre que l’armée régulière insurgée.
Leur première action connue est l’occupation et l’expropriation de milliers de couronnes d’une scierie à Turany dans la région de Turiec, le 18 août 1944, ainsi que l’exécution de son directeur allemand.
Le 27 août 1944, des cheminots antifascistes slovaques parviennent à stopper à Martin un train dans lequel se trouvent une trentaine de dignitaires allemands, appartenant à la mission de l’officier Walter E. A. Otto, qui sont conduits dans une caserne. L’Armée slovaque souhaite les désarmer et les faire prisonniers. Elle charge pour cela des volontaires civils afin de ne pas apparaître elle-même impliquée dans une action antigouvernementale alors que l’insurrection n’a pas encore éclaté. Le lendemain 28 août, lors du désarmement, une fusillade éclate au cours de laquelle 20 soldats allemands sont tués ainsi que quatre civils. Dix soldats sont faits prisonniers et emmenés par les partisans de la Brigade à Sklabiňa, où ils sont finalement passés par les armes. 
Le 28 août, les forces nazies envahissent la Slovaquie à l'appel de Tiso. Le lendemain, le soulèvement national slovaque éclate. Durant les mois de septembre et octobre, la Brigade participe aux côtés de l'Armée slovaque insurgée à des combats importants contre un ennemi déterminé à reconquérir le territoire libéré en matant la résistance antifasciste slovaque : batailles de Strečno, Zvolen et Brezno.
Fin  octobre, alors que le soulèvement se fait écraser par des forces ennemies supérieures en nombre et en armement, le Groupe de combattants français, dont une section entière a disparu, se trouve déconnecté de la Brigade. Le 27 octobre, le reste de la Brigade (bataillon slovaque et bataillon Souvorov) rejoint les vallées de Tichá et de Kôprová dans le massif des Hautes Tatras, où il poursuit ses actions de harcèlement des troupes d’occupation. Le 29 janvier 1945, la Brigade prend le contrôle de Liptovský Hrádok. Elle est rejointe le 31 janvier par la Brigade Staline[précision nécessaire], en provenance de Liptovská Porúbka, et par la 1re Brigade du 1er Corps d’Armée tchécoslovaque ainsi que des éléments de l’Armée rouge.
Durant ses cinq mois d’actions, la Brigade a détruit 8 convois ferrés, 14 chars, 11 voitures blindées, et 3 avions allemands. Elle a également neutralisé des centaines de soldats ennemis.

## Membres de la brigade
- Le capitaine Georges Barazer de Lannurien, principal officier français de la brigade. L'un de ses cousins, François Barazer de Lannurien, fut Unterscharführer dans la 33e division SS Charlemagne, composée de volontaires français combattant dans l'armée allemande.
- Albert Acheray, promu au grade de sergent et qui confia ses souvenirs à Armand Toupet pour l'écriture de son livre La Brigade Stefanik. Éditions France Empire, 1991.
- René Picard, ordonnance du capitaine de Lannurien.
- Georges Lehmann, lieutenant, blessé durant la bataille de Senohrad et évacué à l'hôpital de Zvolen. L'avion soviétique qui l'emmenait vers un hôpital en URSS fut mitraillé par un chasseur allemand et « les restes de son corps furent découverts dans la montagne qu'après la fin des hostilités »[19].
- Charles Saulières, l'un des premiers tués au cours d'une offensive contre les Allemands solidement retranchés à Priekopa, qui donnera son nom à l'une des trois sections de la brigade.
- André Jarmuzewski, tué à Priekopa et enterré à Zvolen avec les honneurs militaires.
- René Feunette, adjudant-chef, tué à Priekopa et enterré à Zvolen.
- François Le Goff, tué à Priekopa et enterré à Zvolen.